# Лебедев, Михаил Петрович (Герой Социалистического Труда)
Михаил Петрович Лебедев (21 ноября 1920, дер. Прудилово Вяземского района Смоленской области — 24 апреля 1992, Сарапул) — слесарь-инструментальщик Сарапульского электрогенераторного завода (Удмуртия), передовик промышленного производства, Герой Социалистического Труда (1971), Почётный гражданин города Сарапула (2010).

## Биография
Родился в крестьянской семье. С 1935 года учился в Московской школе фабрично-заводского ученичества, по окончании которой в 1936 году поступил работать слесарем-инструментальщиком на 1-й электромоторный завод. Вскоре перешел на Московский завод им. Лепсе.
В октябре 1941 года вместе с предприятием эвакуирован из Москвы в Киров.
В мае следующего года переведен на вновь создаваемый завод №284 в Сарапуле (будущий Сарапульский электрогенераторный завод) слесарем-сборщиком основных изделий. Возглавил одну из передовых комсомольско-молодежных бригад предприятия, которая добилась выполнения плана на 232% и получила почетное звание фронтовой бригады, а затем – Бригады Победы.
В 1946 году начал работать в качестве слесаря-инструментальщика, приобретя высочайшую квалификацию в этой специальности. Лебедеву поручалось выполнение самых сложных операций, личные годовые планы он всегда перевыполнял на 60-70%. Обучил своему мастерству 35 молодых рабочих.
Указом Президиума Верховного Совета СССР от 26 апреля 1971 года за выдающиеся достижения в выполнении заданий восьмой пятилетки и организацию производства новой техники Михаилу Лебедеву присвоено звание Героя Социалистического Труда с вручением ордена Ленина и золотой медали «Серп и Молот».
Планы десятой пятилетки выполнил за четыре с половиной года. Внедрил 10 эффективных рационализаторских предложений. Впервые на предприятии стал обрабатывать детали алмазным инструментом и электрохимическими методами.
Вёл активную общественную деятельность. Избирался делегатом XXV съезда КПСС, XV съезда профсоюзов, был членом областного комитета КПСС, депутатом Верховного Совета УАССР трех созывов. В качестве депутата добился строительства новых школьных зданий в Сарапуле.
С 1987 года на пенсии.

## Награды и звания
- Орден «Знак Почета»
- Звание «Герой Социалистического Труда» (1971)
- Орден Ленина (1971)
- Золотая медаль «Серп и Молот» (1971)
- Медали «За доблестный труд в Великой Отечественной войне 1941—1945 гг.», «За доблестный труд. В ознаменование 100-летия со дня рождения В. И. Ленина»
- 1973—1974, 1976—1978 — звание «Отличник социалистического соревнования»
- Почетные грамоты Президиума Верховного Совета УАССР
- 1982 – звание «Почетный авиастроитель».
- В 2010 году Михаилу Лебедеву за большой вклад в социально-экономическое развитие города присвоено звание «Почетный гражданин города Сарапула» посмертно.